# Henrik Ibsen
Henrik Johan Ibsen (Skien, 20 maart 1828 – Kristiania, 23 mei 1906) was een Noors toneelschrijver en dichter.

## Leven
Ibsen werd geboren in een vooraanstaande Noorse koopmansfamilie. Toen hij acht jaar oud was ging zijn vader failliet en verkeerde het gezin in grote armoede. Deze armoede, de schande en de maatschappelijke uitsluiting hebben blijvende diepe indruk op hem gemaakt. Van 1844 tot 1850 ging hij in Grimstad, een klein dorpje ten zuiden van Skien, in de leer als apothekersassistent. In deze periode schreef hij zijn eerste gedichten. Hij werd aangeraakt door het revolutionaire elan, dat in 1848 door Europa waarde. Ongelukkig met zijn situatie ging hij Latijn leren voor het examen artium, dat hem toegang moest geven tot de universiteit. In de avond- en nachtelijke uren schreef hij zijn eerste toneelstuk, Catilina, dat zich vrijwel geheel 's nachts afspeelt. In 1850 ging hij naar Kristiania (het latere Oslo) om het stuk te laten drukken, wat uiteindelijk in eigen beheer gebeurde. Hij ging er aan de 'studentenfabriek' van Heltberg studeren. Hij rondde zijn studie echter niet af en verbond zich in 1851 aan het theater in Bergen, waarvoor hij stukken schreef. In 1853 maakte hij een reis naar Kopenhagen en Dresden, die van grote betekenis is geweest voor de vorming van zijn persoonlijkheid en zijn vakmanschap als schrijver. Van 1857 tot 1864 was hij theaterdirecteur in Kristiania, waar hij veel tegenwerking ondervond. In 1860 onderging hij een zware innerlijke crisis, waarna hij met de Komedie der liefde (1862) zijn reeks van grote werken aanving.
Hij boekte in 1864 zijn eerste grote succes met Mededingers naar de kroon (Kongs-Emnerne). Maar toen zijn vaderland, ondanks de populariteit van de "Scandinavische gedachte", Denemarken niet te hulp schoot toen het door de Duitse  Bond werd aangevallen, was hij zo teleurgesteld dat hij weg wilde. De Noorse schrijver Bjørnstjerne Bjørnson, vriend sinds hun kennismaking bij Heltberg, bezorgde hem een stipendium, waarmee hij in vrijwillige ballingschap ging en gedurende 27 jaar afwisselend in Italië en Duitsland verbleef. Leefde hij aanvankelijk onder armoedige omstandigheden, later deed hij dat als beroemd en welgesteld man. In 1891 keerde hij naar Noorwegen terug, waar hij in de hoofdstad woonde. In 1900 raakte hij door een hersenbloeding halfzijdig, in 1901 door een tweede geheel verlamd. Desondanks zag hij nog kans aan hem voorgelezen Duitse vertalingen van zijn werk met kleine hoofdbewegingen te autoriseren. Hij overleed op 23 mei 1906. "Tvertimod!" ("Integendeel!") zou zijn laatste woord geweest zijn.

## Werk

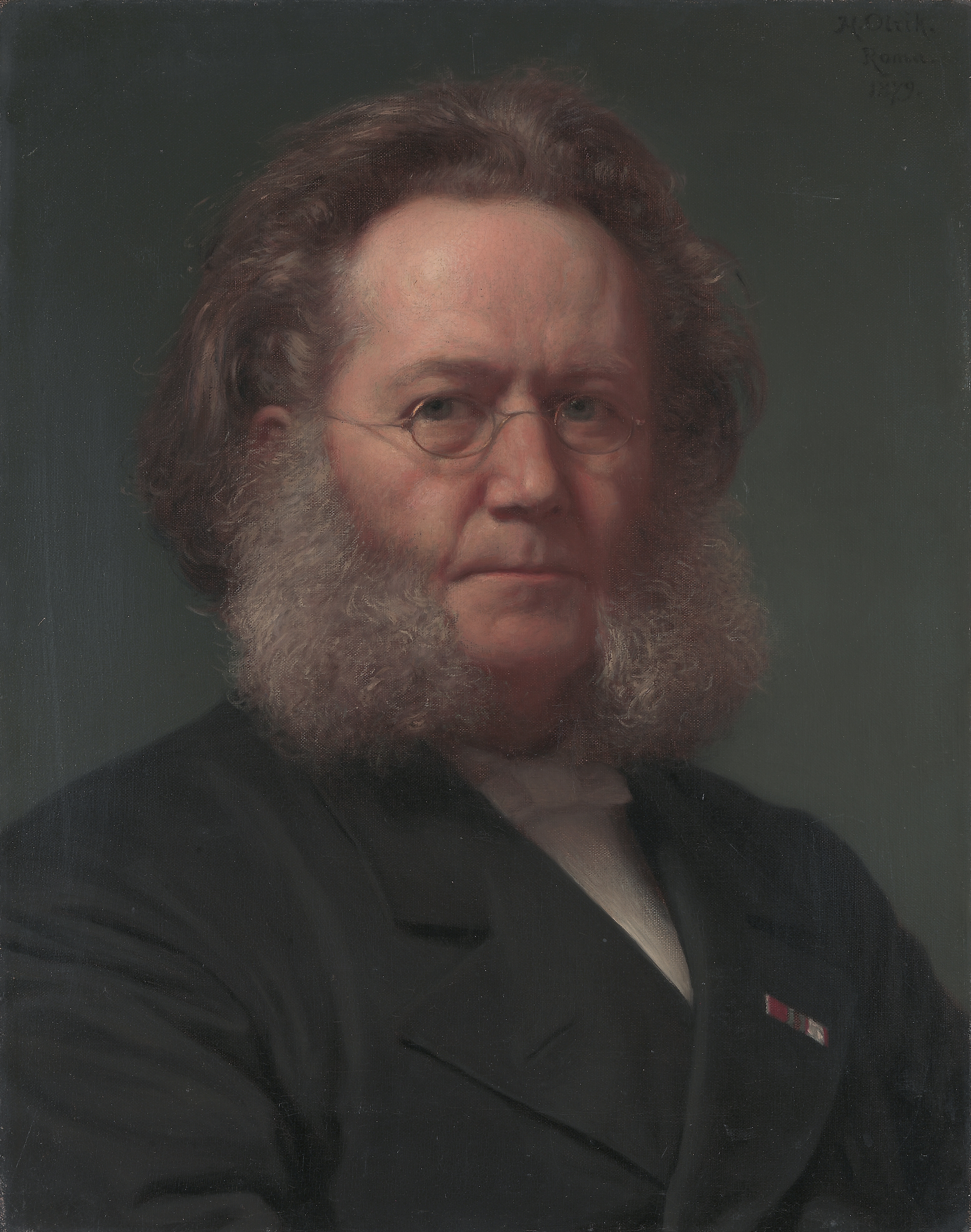
Henrik Ibsen (Henrik Olrik, 1879)

Ibsen schreef in zijn leven vijfentwintig toneelstukken en twee dichtbundels. Hoewel de kenmerken van fase tot fase overlappen kan zijn werk worden ingedeeld in vier periodes: eerst zijn er de historische en klassieke drama's uit zijn begintijd, dan de twee grote stukken uit de Rome-periode (Brand uit 1866 en Peer Gynt uit 1867), vervolgens de stukken van de 'moderne' Ibsen, waarin hij ingaat op de maatschappelijke vraagstukken en sociologische problemen van de jaren zeventig en tachtig (bijvoorbeeld Een poppenhuis uit 1879 en Spoken uit 1881), en tot slot de sterk retrospectieve, soms verwarrende tragedies uit het einde van zijn loopbaan (met Hedda Gabler uit 1890 als voorbode). Zijn oeuvre vertoont een sterke eenheid en vormt als het ware een keten waarbij elk nieuw werk uit het vorige lijkt voort te komen. Kenmerkend is dat Ibsens personages allen ontstonden uit iets wat hij zelf doorleefd had, uit zijn tobben over het leven, meer in het bijzonder over de tegenstelling tussen werkelijkheid en droom, natuur en geest, leven en roeping.
Ibsens stukken zijn degelijk, strak en soms mechanisch gestructureerd, zodat ze zich door middel van een dwingend proces samenhangend en onafwendbaar ontwikkelen. De tegenstrijdige krachten staan voor de wezenlijke historische processen die zich in de snel veranderende maatschappij voltrekken: de strijd tussen de oude moraal en de onafwendbare evolutie. Tegelijkertijd maken ze deel uit van minder transcendentale conflicten binnen het individu zelf: de tragedies die zelfverwerkelijking tegengaan en de eindeloze oorlog tussen leven en idealisme. Ondanks de psychologische diepgang resulteert het steeds in een herkenbaar naturalistisch theater met een duidelijke weergave van het bekende en gevoelde leven van de 'gewone burgers' uit zijn tijd, waarin hij op meedogenloze wijze de aandacht vestigt op de vraagstukken die het leven zorgelijk maken.

## Waardering

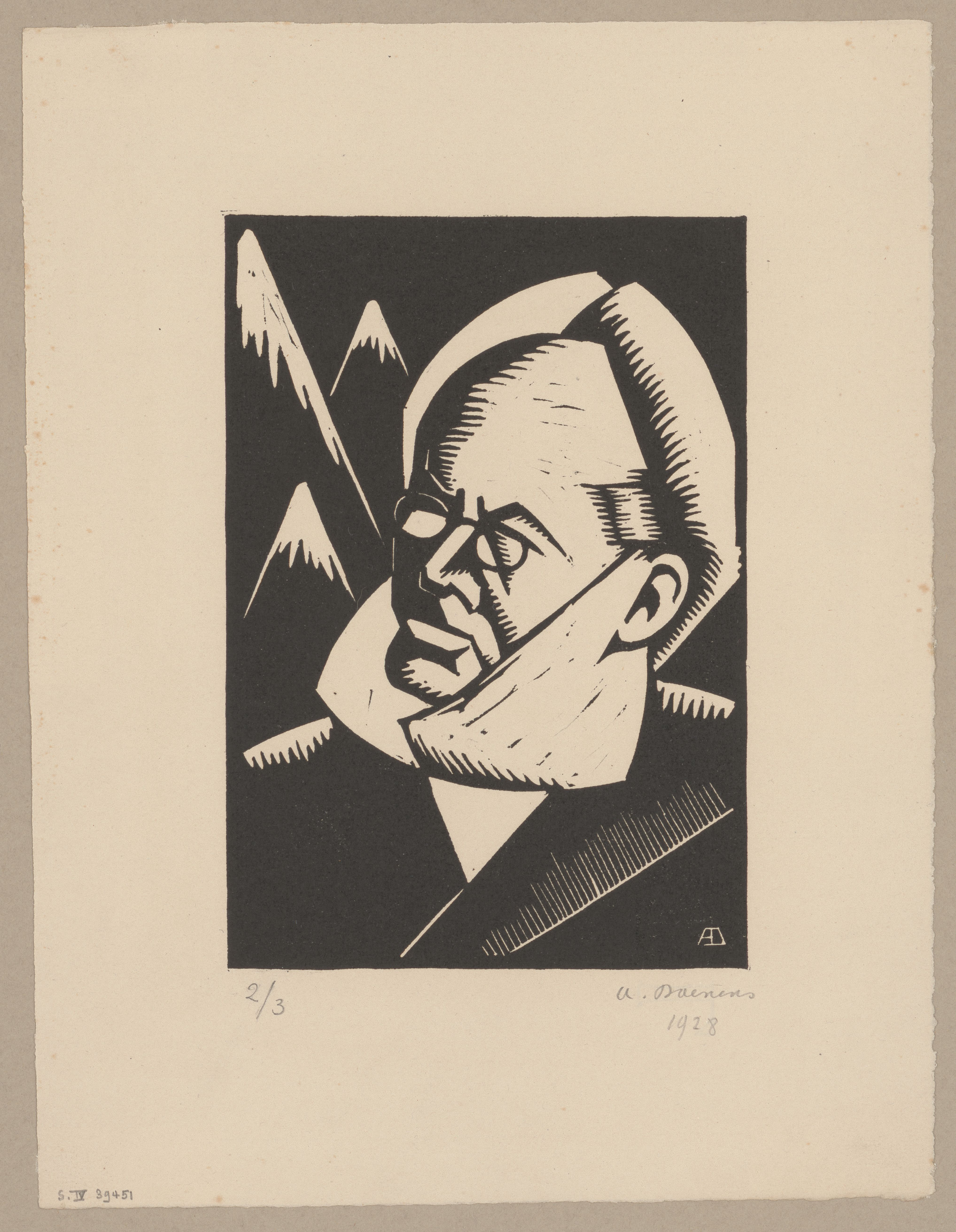
Henrik Ibsen (Albert Daenens, 1928)

Ibsen behoort met Bjørnstjerne Bjørnson, Jonas Lie en Alexander Kielland tot de Grote Vier van de 19e-eeuwse Noorse literatuur. Van hen is hij degene wiens werk het meest tot de wereldliteratuur wordt gerekend.
  
Ibsen wordt algemeen beschouwd als de grondlegger van het 'modernistische' drama. Hij begon zijn schrijverschap in een periode dat er in Noorwegen nauwelijks eigentalig toneel was en de dramatische traditie in Europa zich voornamelijk beperkte tot het drama van de romantiek, dat eerder geschreven leek om te worden gelezen dan om te worden opgevoerd. Gedurende zijn loopbaan transformeerde hij het idee van het 'moderne' toneel en gaf hij het genre nieuw aanzien. Toen hij stierf, had het theater zich opnieuw ontwikkeld tot een aan de romankunst en de poëzie gelijkwaardig literair genre. James Joyce en andere 'modernistische' schrijvers uit de twintigste eeuw zagen in Ibsen een groot voorbeeld.

## Bibliografie

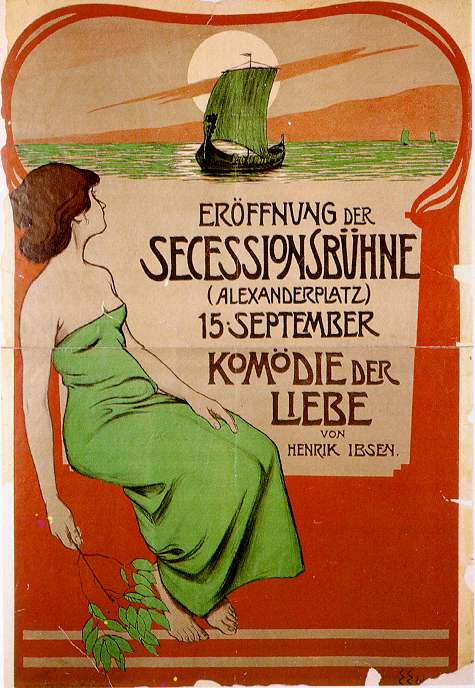
Berlijns affiche uit 1900: Komedie der liefde